# Sionismo religioso

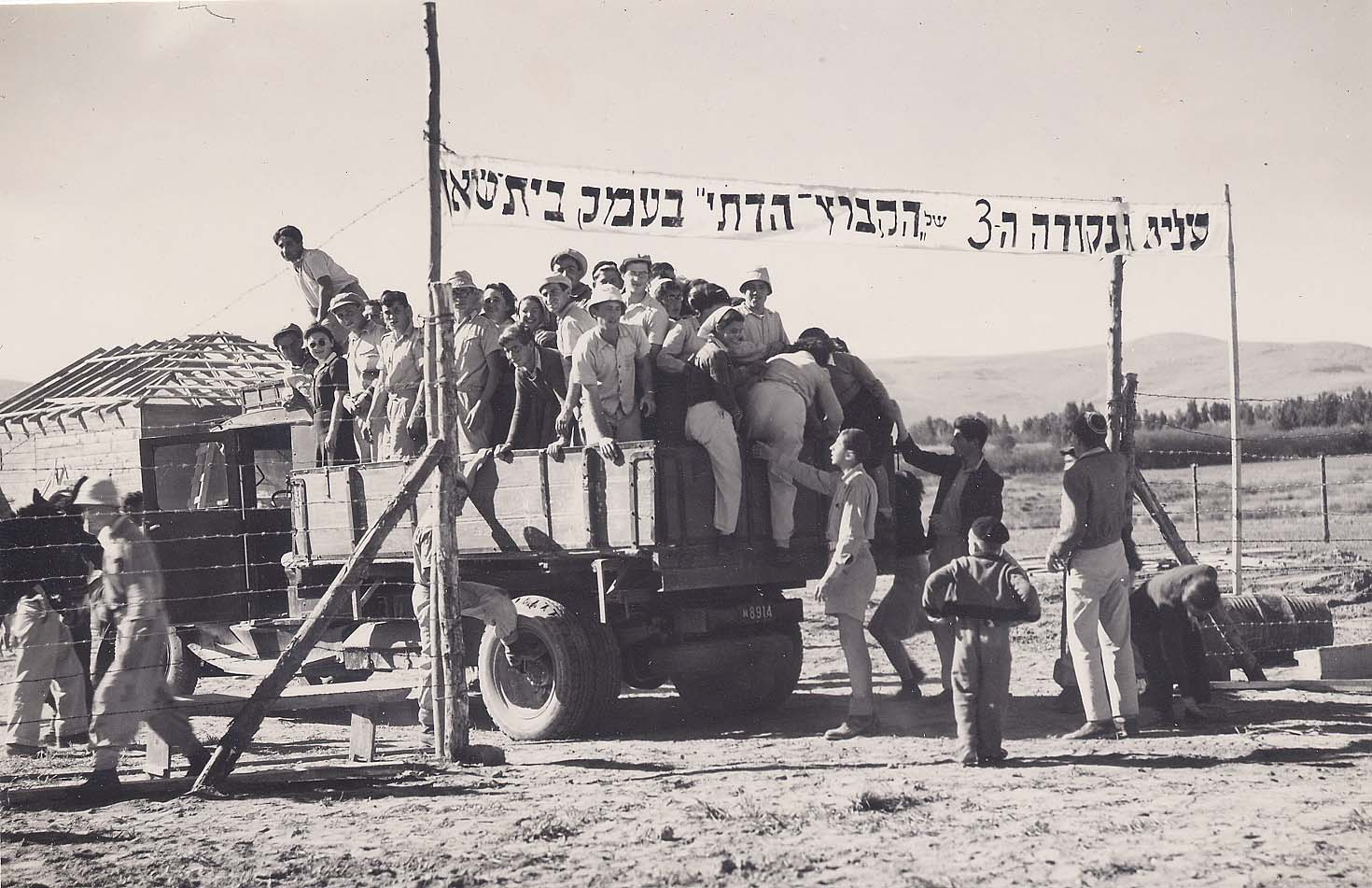
Pionieri del sionismo religioso fondano il Kibbutz Ein HaNatziv, 1946

Il sionismo religioso (in ebraico ציונות דתית‎?,  Tziyonut Datit, o דתי לאומי, Dati Leumi "Religioso Nazionale", o  כיפה סרוגה, Kippah seruga) è un'ideologia che combina il sionismo e la fede religiosa ebraica. I sionisti religiosi sono ebrei osservanti che sostengono gli sforzi sionisti di costruire uno Stato ebraico nella Terra d'Israele.